# Bois-de-Céné
Bois-de-Céné là một xã ở tỉnh Vendée trong vùng Pays de la Loire, Pháp. Xã này có diện tích 41,89 km², dân số năm 2006 là 1410 người. Xã này nằm ở khu vực có độ cao trung bình mét trên mực nước biển.

## Biến động dân số
| Năm | 1780   | 1962  | 1968  | 1975  | 1982  | 1990  | 1999  | 2006  |
| --- | ------ | ----- | ----- | ----- | ----- | ----- | ----- | ----- |
| Dân số | ~1 000 | 1 225 | 1 301 | 1 214 | 1 251 | 1 232 | 1 263 | 1 410 |
| From the year 1962 on: No double counting—residents of multiple communes (e.g. students and military personnel) are counted only once. |        |       |       |       |       |       |       |       |